# ミンディ・マクリーディ
ミンディ・マクリーディ（Malinda Gayle "Mindy" McCready 1975年11月30日 - 2013年2月17日）はアメリカ合衆国のカントリー・ミュージック歌手。1995年にデビューし、これまでに5枚のアルバムを発表。1996年、デビュー・アルバム『Ten Thousand Angels 』がBNAレコードから発売され、アメリカレコード協会からダブル・プラチナに、1997年の『If I Don't Stay the Night 』ではゴールドディスクに認定された。1999年の『I'm Not So Tough 』はそれほどの成功ではなく、これを機にBNAを去った。2002年にはキャピトル・レコードより自身の名前を冠した『Mindy McCready 』が発売された。
計4枚のアルバムから12曲のシングルが『ビルボード』誌のカントリー・チャートにランクインし、このシングルには第1位となった『Guys Do It All the Time 』、トップ10内の『Ten Thousand Angels 』、『A Girl's Gotta Do (What a Girl's Gotta Do) 』などがある。2002年以降ヒット曲に恵まれなかったが、プライベートにおいてメディアを騒がせるようになっていった。2010年3月にアイコニック・レコードから発表された、Amazon.comやiTunesでも購入可能な5枚目のアルバム『I'm Still Here 』は高い評価を受けた。アメリカレコード協会によるとこれまでのアルバム総計300万枚以上を売り上げた。

## 経歴
マリンダ・ゲイル・マクリーディはフロリダ州フォートマイヤーズで生まれ、3歳で地元のペンテコステ派教会で歌い始め、より早く音楽の道に進むために16歳で高等学校を卒業した。
18歳の頃、テネシー州ナッシュビルに転居しBNAレコードと契約。1996年、デビュー・アルバム『Ten Thousand Angels 』を発表し、200万枚を売り上げた。このアルバムから4曲がシングル・カットされ、タイトル曲『Ten Thousand Angels 』が第6位、続く『Guys Do It All the Time 』が彼女にとって唯一の第1位になるなど、カントリー・チャートにランクインした。次のシングル『Maybe He'll Notice Her Now 』は当時ロンスターのリード・ヴォーカルであったリッチー・マクドナルドとのデュエットであった。4枚目でこのアルバムからの最後のシングル『A Girl's Gotta Do (What a Girl's Gotta Do) 』の最高順位は第4位であった。
翌年、2枚目のアルバム『If I Don't Stay the Night 』を発表。このアルバムからは『What If I Do 』、『The Other Side of This Kiss 』、『You'll Never Know 』の3曲がシングル・カットされた。このアルバムは825,000枚を売り上げた。
1999年、3枚目のアルバム『I'm Not So Tough 』を発表。このアルバムからの1枚目のシングル『All I Want Is Everything 』は50位以内にランクインしなかった。このアルバムは144,000枚の売り上げにすぎなかった。BNAは彼女を解雇し、その後キャピトル・レコードと契約。2002年には4枚目のアルバム『Mindy McCready 』を発表したが売り上げは伸びず同年後期にはキャピトルからも解雇される。
2008年5月、公式サイトを通じ、シングル『I'm Still Here 』を発表。また新作アルバムの発売とリアリティ番組への出演も発表。2010年3月発売の5枚目のアルバム『I'm Still Here 』は批評家から高い評価を受けた。
2009年6月、リアリティ番組『Celebrity Rehab with Dr. Drew 』への出演を契約。薬物中毒の克服への様子が描かれた。2010年3月、『ザ・ビュー』で薬物中毒の克服と音楽活動への復帰の可能性について語った。
2011年夏、『Celebrity Close Calls 』と『Celebrity Ghost Stories 』に出演。2011年12月、『20/20 』に出演し、息子のザンダー、彼女のプロデューサーでボーイフレンドのデイヴィッド・ウィルソン、音楽活動について語った。

## プライベート
1997年、俳優のディーン・ケインと婚約したが翌年破局。NHLの選手、Drake Berehowsky と交際していたこともある。
2003年12月、歌手志望のウィリアム・パトリック・マクナイト（愛称ビリー）と交際開始。2005年5月8日、マクナイトは彼女を殴打して窒息させようとし、殺人未遂で逮捕される。『ピープル』誌の記事によると、彼女はマクナイトと別れ、2005年7月、マクナイトはフロリダ州インディアン・ロック・ビーチで自殺未遂による意識不明の状態のところを発見された。一方、彼女は薬物と酒の大量摂取の後、薬物の過剰摂取により入院することとなった。2人はよりを戻し、彼女は妊娠。2005年9月、彼女はマクナイトとの子を妊娠中に抗うつ薬の過剰摂取により自殺未遂。2006年3月、長男ザンダー・ライアン・マクリーディを出産。
2008年12月17日、彼女はナッシュビルの自宅で再度自殺を図ったところを救急医療隊員に発見され、手首の治療のため病院に搬送された。2010年5月25日、母親からもらった鎮痛剤を大量に服用した疑いでフロリダ州ケープコーラルの病院に入院。その日の遅くに退院し帰宅した。
2010年、Vivid Entertainment より彼女とピーターとされる元恋人とのビデオが発売された。
2012年4月、次男ゼイン誕生。2013年1月13日、この男児の父親であるレコード・プロデューサーのデイヴィッド・ウィルソンが銃による自殺とみられる遺体で彼女の家で発見された。アーカンソー州クリバーン郡の保安官事務所は彼の死について捜査を行った 。彼の死後の声明で、彼女は彼を「ソウルメイト」「人生のパートナー」と表現した。

### ロジャー・クレメンスとの不倫
2008年4月、『デイリーニューズ』紙はマクリーディが15歳の頃からロジャー・クレメンスと不倫関係にあったのではないかとの疑惑を報じた。
クレメンスの弁護士ラスティ・ハーディンはこれを否定し、虚偽による名誉毀損により訴訟を起こすとした。その後クレメンスの弁護士は2人に関係があることを認めたが、「家族のように親しい友人」であるとした。またクレメンスの妻も承知でマクリーディがクレメンスの自家用ジェット機に乗ったことがあるとした。クレメンスは「私の人生において間違いを犯してしまい申し訳ない」とだけ声明を出した。マクリーディは自然に性的な関係になっていったと説明した。
2008年11月17日、マクリーディは『Inside Edition 』でクレメンスとの不倫についてより詳しく語った。2人の関係は10年以上続き、マクリーディと結婚するためにクレメンスが妻と別れることを拒否したことで終わりを迎えたとした。彼女はクレメンスと会ったのは15歳の時ではなく16歳の時であったと訂正し、性的な関係になったのはただ「数年後」とだけ言った。

## 法的トラブル
2004年8月、テネシー州で鎮痛剤オキシコドンの購入のため偽の処方箋を使用した罪で逮捕。彼女は当初否定していたが、罪を認め、罰金4万ドル、3年間の保護観察処分、200時間の社会奉仕を科せられた。
2005年5月、ナッシュビルで運転中にスピード違反で警察に停められ飲酒運転および運転免許一時停止中の運転により逮捕となった。陪審員団は飲酒運転に関しては無実を認めたが、運転免許一時停止中の運転に関しては有罪とした。7月、アリゾナ州で身元詐称、交通手段利用違反、証拠隠滅などで告発された。
保護観察官の許可なくテネシー州外へ出たため翌月逮捕令状が出された。また、7月中の保護観察官への報告義務を怠ったことで告発された。結局フロリダ州で逮捕され、テネシー州に戻された。その年の終盤、麻薬容疑の執行猶予期間中に保護観察官へ所在を知らせず許可なく州外に出てフロリダ州に向かったことで尋問された。
2007年7月、フロリダ州フォートマイヤーズで逮捕。母親と取っ組み合いとなり、暴行と逮捕への抵抗のため告発された。翌週、ナッシュビル国際空港で執行猶予期間の違反行為により身柄を拘束され、9月、1年間の禁固刑、2年間の保護観察処分、200時間の社会奉仕の判決を下され、12月に釈放された。
2008年6月、2007年9月に科せられた保護観察期間中の違反行為によりテネシー州で逮捕され、60日間の禁固刑により2008年9月30日より収監された。2008年10月31日、模範囚として刑期半ばで出所した。

## 自殺
2013年2月17日、アーカンソー州クリバーン郡の近隣の住民が銃声が聞こえたと郡保安官事務所に通報。マクリーディは、1ヶ月前に彼女のボーイフレンドで次男の父親であるデイヴィッド・ウィルソンが自殺したのと同じ彼女の家の玄関先で遺体で発見された。銃による自殺とみられる。彼女は自殺の直前にウィルソンが飼っていた犬を射殺していた。当時息子2人はこの家にはおらず、児童養護施設に預けられている。